# コモンフグ
コモンフグ（小紋河豚、Takifugu flavipterus）は、フグ目フグ科トラフグ属に属する海水魚である。別名にアカメフグ（赤目河豚）、マフグ（真河豚）などがある。ただし、「マフグ」という和名のフグはコモンフグとは別に存在する。

## 生態
眼の下に白い斑点があるのが特徴で、これでクサフグと見分ける。体色はやや茶色に近く、北海道南部から九州南岸の岩礁で主に見られる。クサフグのように海岸に乗り上げて産卵する。大きさは25cm程。最大40cm。
似たようなフグにコモンダマシがある。
筋肉が無毒または弱毒であるほかはほとんど猛毒。コモンダマシは筋肉や精巣も有毒である。また、岩手県越喜来湾・釜石湾、宮城県雄勝湾で漁獲されたものは毒性が強く食用不可とされている。「当たったら身の終わり（美濃・尾張）になる」というだじゃれから、クサフグやナシフグ、ヒガンフグなどと共にナゴヤフグ（名古屋フグ）とも呼ばれる。